# Buddelundia albinogrisescens
Buddelundia albinogrisescens is een pissebed uit de familie Armadillidae. De wetenschappelijke naam van de soort is voor het eerst geldig gepubliceerd in 1922 door Wahrberg.